# تام تریبول
تام تریبول (انگلیسی: Tom Trybull؛ زادهٔ ۹ مارس ۱۹۹۳) بازیکن فوتبال اهل آلمان است.
از باشگاه‌هایی که در آن بازی کرده‌است می‌توان به باشگاه فوتبال سن پائولی، باشگاه ورزشی وردر برمن، باشگاه فوتبال گروتر فورث، و باشگاه فوتبال هانزا روستوک اشاره کرد.
وی همچنین در تیم‌های ملی فوتبال جوانان آلمان، و جوانان آلمان، و جوانان آلمان، و جوانان آلمان، بازی کرده‌است.